# Nic. Ramakers

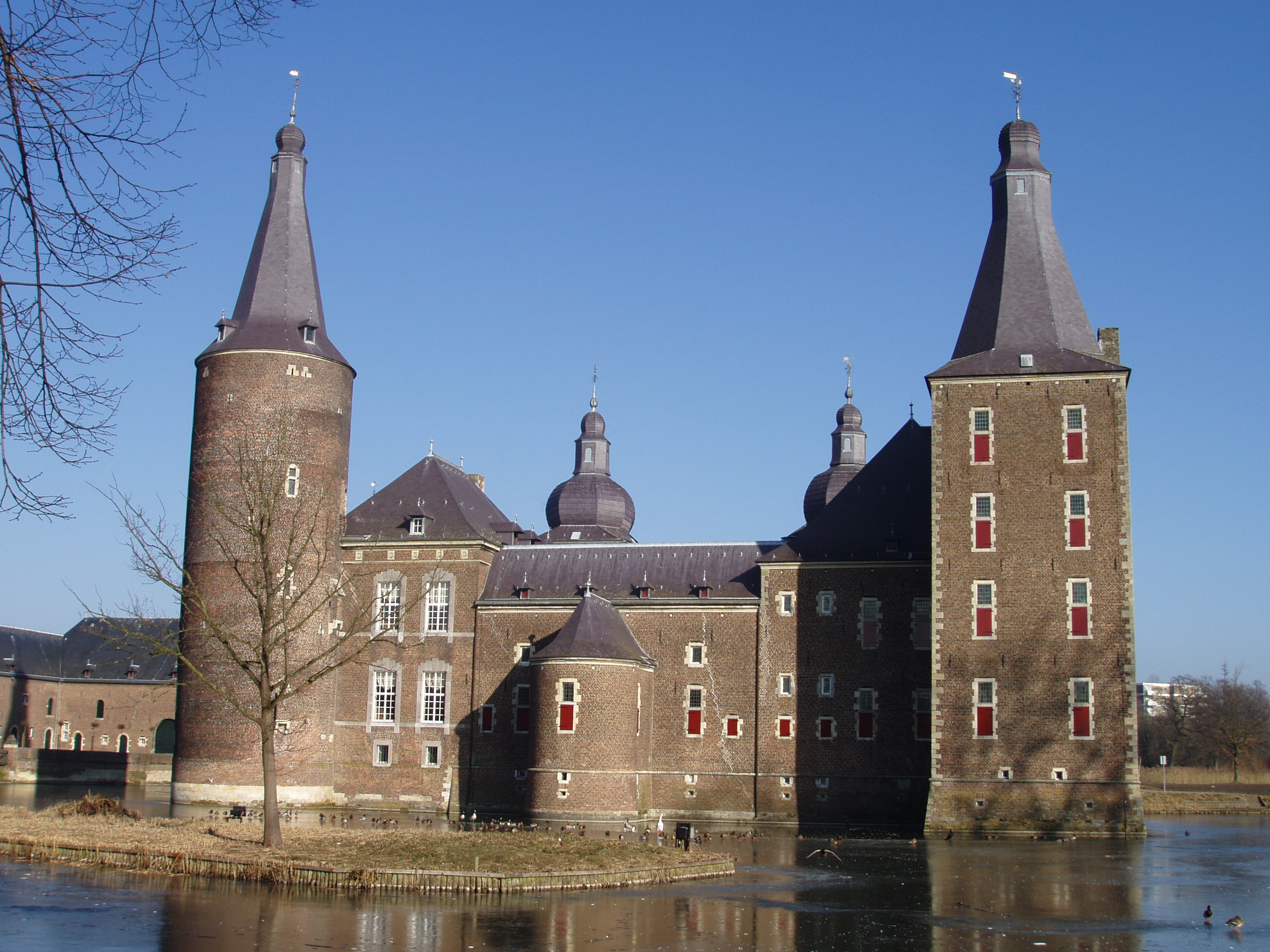
Kasteel Hoensbroek

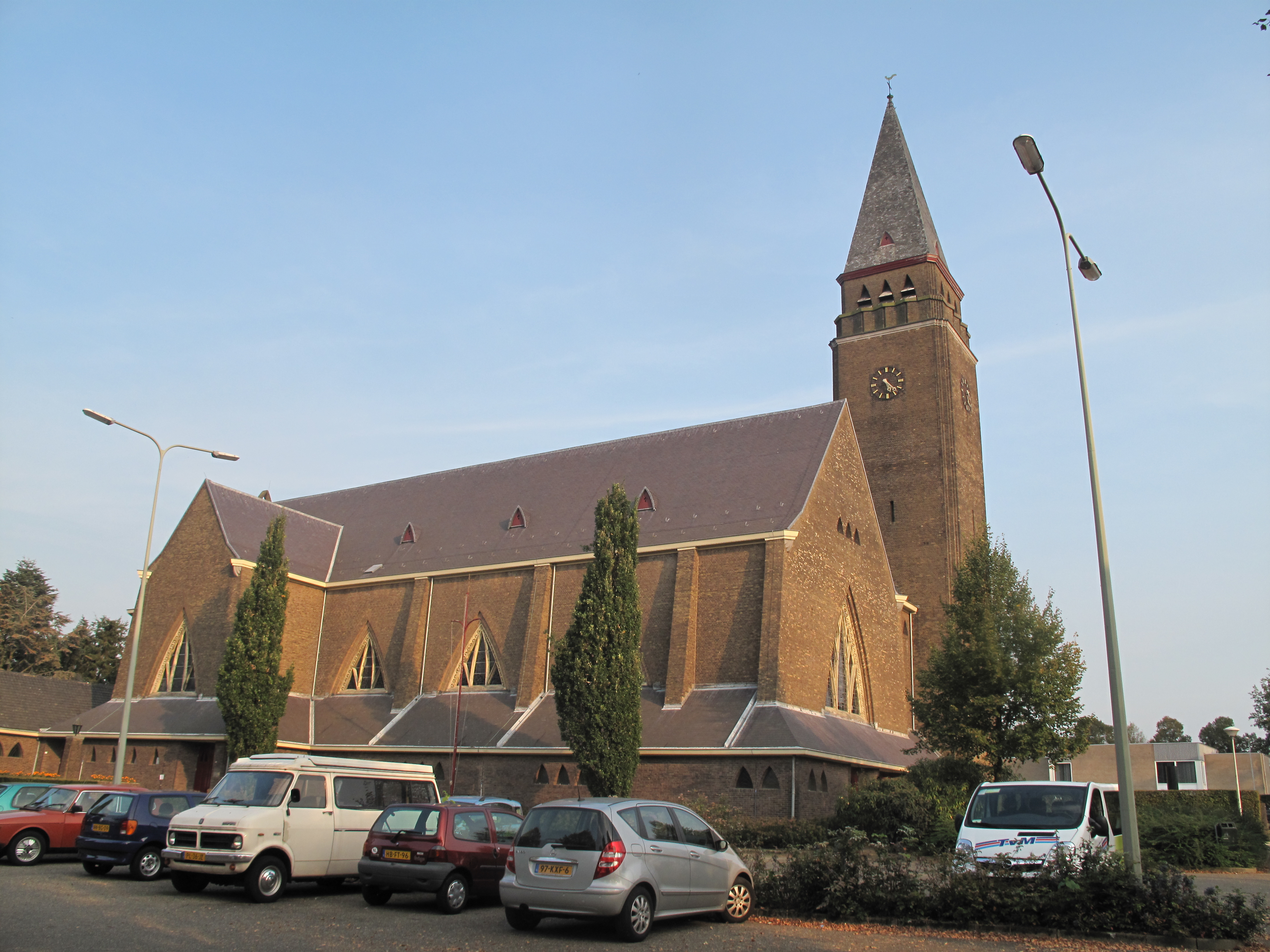
Sint-Pancratiuskerk in Munstergeleen

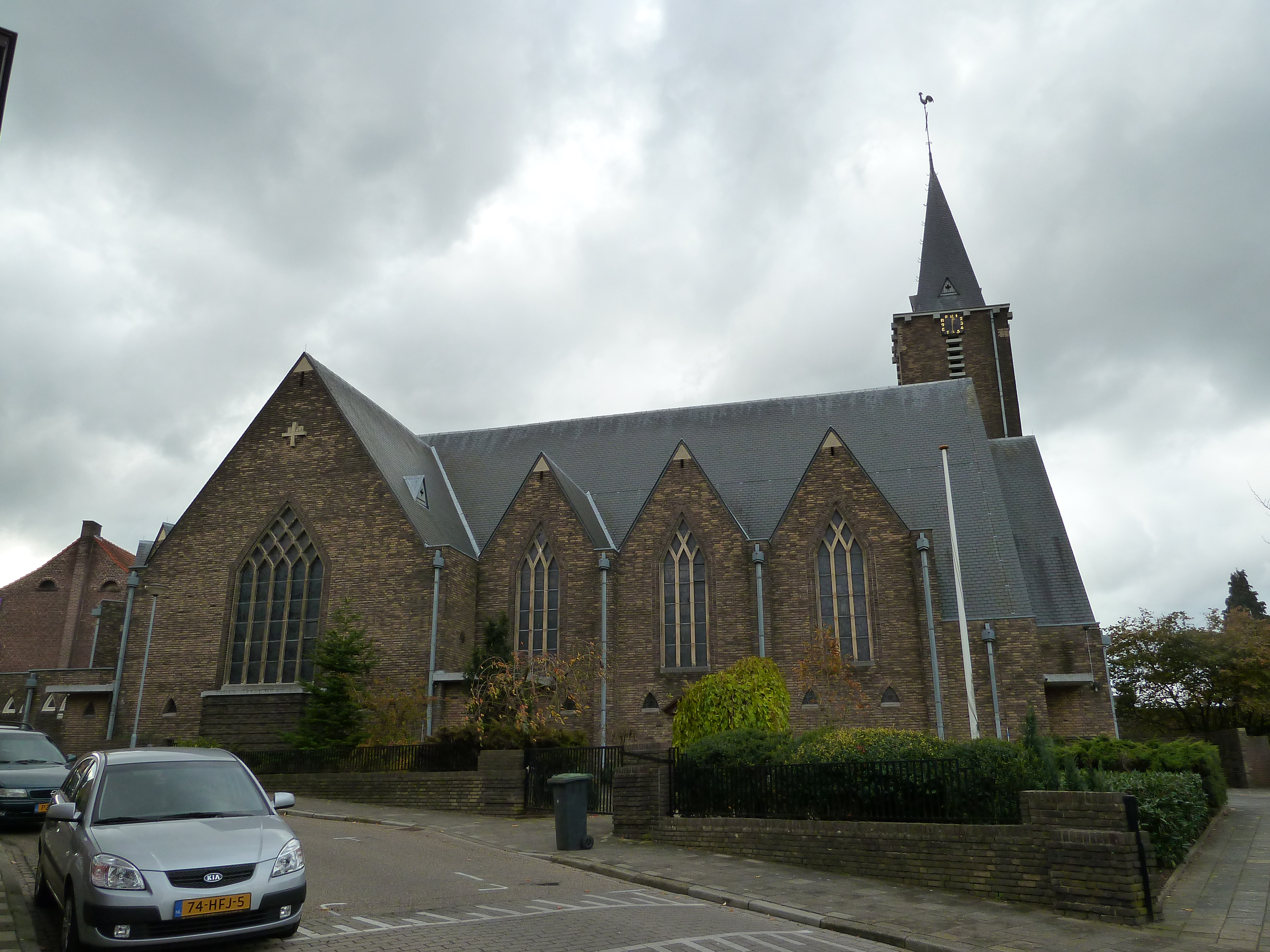
Sint-Servatiuskerk in Vaesrade

Nicolaas M. (Nico) Ramakers (Munstergeleen, 25 mei 1879 - Sittard, 29 augustus 1954) was een Nederlandse architect en ontwerper van tientallen gebouwen die zijn toegevoegd aan de lijst van Rijksmonumenten.

## Loopbaan
Ramakers ontwierp naast diverse woonhuizen ook een veelheid aan kerken maar kreeg vooral bekendheid door de restauratie van oude kastelen waaronder Kasteel Hoensbroek. Hij was medeoprichter van de Zuid-Limburgse afdeling van de Bond Heemschut tot behoud van cultuurmonumenten.

## Kasteel Hoensbroek
Kasteel Hoensbroek raakte na de komst van de Fransen in verval. In 1927 werd het aangekocht door de stichting Ave Rex Christe waarna Ramakers en Rijksmonumentenzorg in 1930 met de restauratie van start gingen. De restauratiewerkzaamheden namen ruim 10 jaar in beslag.

## Kerkgebouwen
- Bunde: St. Agneskerk (uitbreiding, 1905)
- Banholt: St. Gerlachuskerk (toren, 1922)
- Nuth (plaats): St. Bavokerk (uitbreiding, 1923)
- Lotbroek (Hoensbroek): Kerk O.L. Vrouw Boodschap (1923, gesloopt 1974)
- Munstergeleen: St. Pancratiuskerk (1925)
- Vaesrade: St. Servatiuskerk (1929)
- Eys: St. Agathakerk (uitbreiding, 1935)
- Pey: Kerk O.L. Vrouw Onbevlekt Ontvangen (uitbreiding)

## Overige gebouwen
- Berg (Cadier en Keer): Huize St. Gerlach, sanatorium voor drankzuchtigen (1915)
- Sittard: Klooster met kapel voor zusters van de Goddelijke Voorzienigheid
- Sittard: Bisschoppelijk College Sittard

## Zoon
Ook zijn zoon Noël Ramakers was architect.
- International Standard Name Identifier: 0000 0003 8786 1251
- Nederlandse Thesaurus van Auteursnamen: 273409166
- Virtual International Authority File: 280876196